# Сіва (притока Ками)
Сі́ва (рос. Сива) — річка в Пермському краї (Частинський та Великососновський райони) та Удмуртії (Воткінський район), Росія, права притока Ками.
Витоки розташовані на північний схід від села Заруби Частинського району, на схилах Верхньокамської височини. Перших 7 км протікає на північний схід, потім різко повертає на північний захід. В такому напрямку тече до впадіння праворуч річки Буть, після якої повертає на південний захід. В селі Черновське, в місці впадіння правої притоки Чорної, річка повертає на південь з невеликим відхиленням на південний захід. В селі Стафіята річка плавно повертає на південний захід і тече так до самого гирла.
Впадає до річки Кама, притоки Волги з правого боку, за 329 км від її гирла. Загальна довжина річки становить 206 км, з яких 144 км по території Пермського краю та 62 км — по Удмуртії. Площа басейну становить 4870 км². Середній похил 1,35 м на кожен км. Ширина русла: верхня течія — 10 м, середня течія — 35 м, нижня течія — 40 м, гирло — 60 м. Глибина: верхня течія — 0,6 м, середня течія — 1,5 м, нижня течія — 2,1 м, гирло — 1,6 м. Від середньої течії і до гирла дно піщане. Швидкість: середня течія — 0,7 м/с, нижня течія — 0,8 м/с, гирло — 0,6 м/с.

## Притоки
- праві — Бурешка, Суха Сіва, Ольховка, Сухий, Буть, Шам'юшка, Соснова, Вотчинка, Чорна, Суходол, Нерестовка, Кизилка, Осиновка, Вахринка, Лисяча, Лип, Ківара, Велика Ківара, Осиновка, Сидоровка, Вотка, Вогулка, Мала Вотка, Перевозна;
- ліві — Березовка, Пихтовка, Осиновка, Горюхалка, Мельнична, Осиновка, Шоста, Сухоборка, Мостова, Малютинська, Полим, Селишна, Абабочний, Сосновка, Разлинка, Удьобка, Мала Костоватовка.

Найбільші притоки (довжиною понад 30 км):
| № | Назва річки   | Довжина, км | Висота витоку, м | Висота гирла, м | Похил річки, м/км | Площа басейну, км² |
| - | ------------- | ----------- | ---------------- | --------------- | ----------------- | ------------------ |
| 1 | Вотка         | 66          | 152              | 73              | 1,2               | 1240               |
| 2 | Соснова       | 65          | 245              | 116             | 1,9               | 419                |
| 3 | Буть          | 49          | 198              | 130             | 1,4               | -                  |
| 4 | Лип           | 43          | 210              | 85              | 2,9               | -                  |
| 5 | Чорна         | 38          | 198              | 107             | 2,4               | -                  |
| 6 | Велика Ківара | 36          | 200              | 79              | 3,4               | -                  |

## Населені пункти
- Частинський район — Сапоги;
- Оханський район — Гольяни;
- Великососновський район — Медведєво, Кам'янка, Чистопереволовка, Ісламово, Басалгіно, Трефілята, Вари, Черновське, Плоска, Талиця, Красний Яр, Полозово, Гарі, Бердишево, Стафіята, Лисья;
- Воткінський район — Шалавенки, Черепановка, Первомайський, Гавриловка.